# United States Naval Observatory

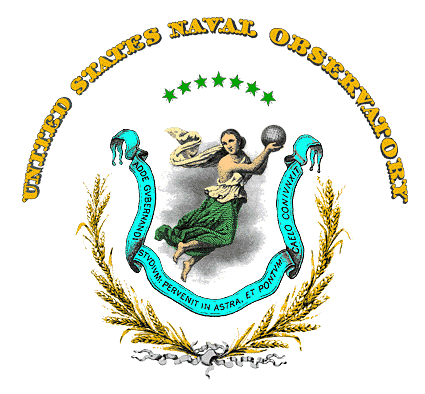
Herb USNO

United States Naval Observatory (pol. Obserwatorium [Astronomiczne] Marynarki Wojennej Stanów Zjednoczonych) jest jedną z najstarszych agend naukowych Stanów Zjednoczonych. Obserwatorium znajduje się w Waszyngtonie i jest jednym z niewielu obserwatoriów astronomicznych zlokalizowanych w dużym mieście: gdy obserwatorium było budowane, znajdowało się na obrzeżach znacznie mniejszego wówczas Waszyngtonu i zanieczyszczenie światłem nie stanowiło poważnego problemu.

## Historia
Placówka została założona w 1830 jako Składnica Map i Instrumentów (Depot of Charts and Instruments). W 1842, na mocy prawa federalnego przekształcono ją w obserwatorium astronomiczne. Odpowiedzialnym za uruchomienie nowego przedsięwzięcia był James Melville Gilliss.

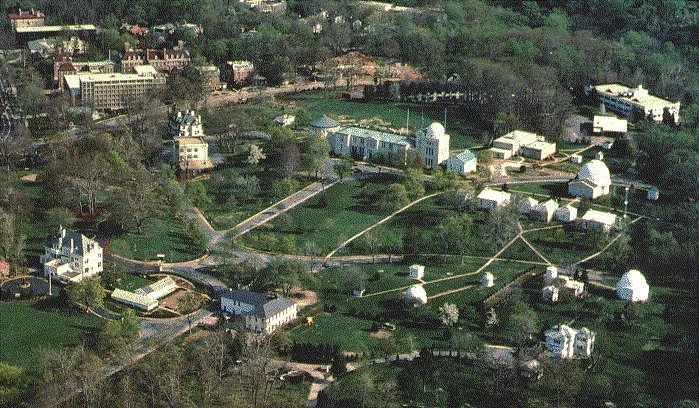
Kompleks USNO z lotu ptaka

Podstawowym zadaniem obserwatorium była dbałość o chronometry okrętowe i mapy morskie Marynarki Wojennej. Chronometry były kalibrowane w oparciu o pomiar tranzytu gwiazd wzdłuż południków niebieskich. Pierwotnie obserwatorium znajdowało się w dzielnicy Foggy Bottom (nieopodal Pomnika Lincolna), do swojej obecnej siedziby (Obserwatory Hill) przeniesione zostało w 1893.
Pierwszym kierownikiem był Matthew Fontaine Maury, oficer Marynarki Wojennej. Na jego zamówienie Charles Goodyear wyprodukował dla obserwatorium pierwszą wulkanizowaną kulę czasu. Była to pierwsza kula czasu w USA i dwunasta na świecie. Dokładność pomiaru czasu zapewniana była przez obserwację gwiazd i planet. Czas ten był podawany nie tylko w Waszyngtonie, ale również – za pośrednictwem telegrafu – przekazywany do wszystkich stanów Unii, "sprzedawano" go także liniom kolejowym, aby i one mogły synchronizować swoje chronometry. Na początku XX w. czas ten był także transmitowany bezprzewodowo przez Arlington Time Signal.
Przez 10 lat nie było jasności co do tego, jak właściwie obserwatorium się nazywa: terminy "Obserwatorium Narodowe" i "Obserwatorium Marynarki Wojennej" były używane zamiennie: dopiero w 1854 ustalono oficjalną nazwę "Obserwatorium i Biuro Hydrograficzne Marynarki Wojennej Stanów Zjednoczonych". Prezydent Stanów Zjednoczonych, John Quincy Adams, który ufundował obserwatorium tuż przed opuszczeniem swojego urzędu, był zwolennikiem nazwy "Obserwatorium Narodowe". Adams spędził w obserwatorium wiele nocy, obserwując i oznaczając gwiazdy wspólnie z Maurayem.
W listopadzie 1913 r. Obserwatorium paryskie, stosując Wieżę Eiffla jako antenę, utrzymywało komunikację radiową z obserwatorium amerykańskim stosującym antenę w hrabstwie Arlington, aby dokładnie wyznaczyć różnicę w szerokości geograficznej między tymi dwoma instytucjami.
Współcześnie obserwatorium dalej pełni istotną rolę w dziedzinie ustalania czasu i obserwacji astronomicznych. We współpracy z Rutherford Appleton Laboratory wyznacza dane potrzebne do precyzyjnej nawigacji i podstawowych badań astronomicznych.
Dom zlokalizowany na terenie obserwatorium, pierwotnie siedziba dyrektora, a później szefa operacji morskich, nosi nazwę Number One Observatory Circle. Od 1973 stanowi on rezydencję wiceprezydenta USA.
Według newsweekowego blogu Eleanor Clift wiceprezydent Joe Biden ujawnił, że w obrębie tej rezydencji istnieje coś, co Clift opisała jako "pokój – jakby bunkier". Istnieje przekonanie, jakoby rzeczony bunkier był miejscem, gdzie ukrywał się wiceprezydent na okoliczność ataków 11 września.
USNO prowadzi także obserwatorium we Flagstaff.

## Czas

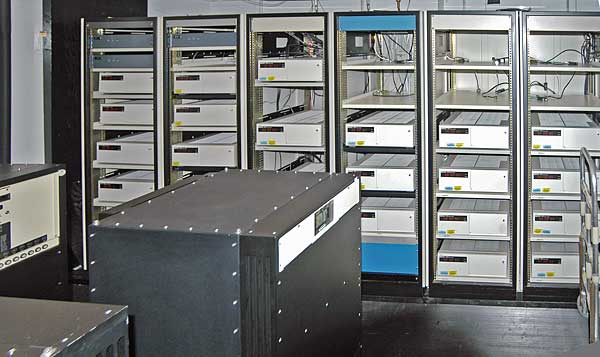
Zegary atomowe Obserwatorium

Obserwatorium podaje czas przez telefon i internet:
Numery telefonów (USA)
- (719) 567-6742 (Colorado Springs)
- (202) 762-1069
- (202) 762-1401 (Washington, D.C.)

Internet
- Zegar USNO dla wszystkich amerykańskich stref czasowych dostępny jest pod adresem http://www.usno.navy.mil/

Od 1978 czas USNO podaje Fred Covington.